# Präsidentschaftswahl in Serbien 2017
Die Präsidentschaftswahl in Serbien 2017 fand am 2. April 2017 statt. Da der amtierende Premierminister Aleksandar Vučić bereits im ersten Wahlgang eine absolute Mehrheit erhielt, war eine Stichwahl am 16. April nicht notwendig.
Es war die elfte Wahl seit der Einführung des Amtes 1990. Der amtierende Präsident Tomislav Nikolić von der regierenden nationalkonservativen Serbischen Fortschrittspartei (SNS) stellte sich nach Ende seiner fünfjährigen Amtszeit nicht mehr zur Wahl.

## Kandidaten
Am 14. Februar 2017 bestimmte die regierende Serbische Fortschrittspartei (Srpska Napredna Stranka, SNS) Ministerpräsident Aleksandar Vučić zu ihrem Kandidaten. Der ebenfalls der SNS angehörende amtierende Präsident Tomislav Nikolić gab am Tag darauf – seinem 65. Geburtstag – seine erneute Kandidatur bekannt, welche er jedoch am 20. Februar 2017 zurückzog. Somit kandidiert für die SNS nur Vučić.
Folgende Personen kandidierten:
| Nr. | Bild | Kandidat/in        | Partei                                        | Anmerkung, Ämter                                           | Ausrichtung                        |
| --- | ---- | ------------------ | --------------------------------------------- | ---------------------------------------------------------- | ---------------------------------- |
| 1   |      | Saša Janković      | unabhängig                                    | Ombudsmann der Republik Serbien, ehemals SNS               |                                    |
| 2   |      | Vuk Jeremić        | unabhängig                                    | Außenminister 2007–2012, früher DS                         | pro-EU, sozial-liberal             |
| 3   |      | Miroslav Parović   | Narodni slobodarski pokret (NSP)              | Vorsitzender                                               |                                    |
| 4   |      | Saša Radulović     | unabhängig                                    | Vorsitzender der Bewegung „Dosta je bilo!“ (Es ist genug!) |                                    |
| 5   |      | Luka Maksimović    | Sarmu probo nisi                              | kandidierte als Kunstfigur Ljubiša „Beli“ Preletačević     |                                    |
| 6   |      | Aleksandar Vučić   | Serbische Fortschrittspartei (SNS)            | amtierender Ministerpräsident                              | nationalkonservativ, pro-EU        |
| 7   |      | Boško Obradović    | Dveri                                         | –                                                          | nationalistisch, pro-russisch      |
| 8   |      | Vojislav Šešelj    | Serbische Radikale Partei (SRS)               | Stellvertretender Ministerpräsident 1998–2000              | ultranationalistisch, pro-russisch |
| 9   |      | Aleksandar Popović | Demokratische Partei Serbiens (DSS)           | Minister 2004–2008                                         | EU-skeptisch, nationalkonservativ  |
| 10  |      | Milan Stamatović   | unabhängig                                    | Gemeindevorsitzender von Čajetin (seit 2004)               |                                    |
| 11  |      | Nenad Čanak        | Liga der Sozialdemokraten der Vojvodina (LSV) | Parteivorsitzender                                         |                                    |

## Ergebnisse
| Kandidaten                                  | Parteien                                | Stimmen   | %    |
| ------------------------------------------- | --------------------------------------- | --------- | ---- |
| Aleksandar Vučić                            | Serbische Fortschrittspartei            | 2.012.788 | 56,0 |
| Saša Janković                               | Parteilos                               | 597.728   | 16,6 |
| Luka Maksimović                             | Parteilos (Sarmu probo nisi)            | 344.498   | 9,6  |
| Vuk Jeremić                                 | Parteilos                               | 206.676   | 5,8  |
| Vojislav Šešelj                             | Serbische Radikale Partei               | 163.802   | 4,6  |
| Boško Obradović                             | Dveri                                   | 83.523    | 2,3  |
| Saša Radulović                              | Dosta je bilo                           | 51.651    | 1,4  |
| Milan Stamatović                            | Parteilos                               | 42.193    | 1,2  |
| Nenad Čanak                                 | Liga der Sozialdemokraten der Vojvodina | 41.070    | 1,1  |
| Aleksandar Popović                          | Demokratische Partei Serbiens           | 38.167    | 1,1  |
| Miroslav Parović                            | Narodni slobodarski pokret              | 11.540    | 0,3  |
| Gesamt                                      | Gesamt                                  | 3.593.636 | 100  |
|                                             |                                         |           |      |
| Ungültige Stimmen                           | Ungültige Stimmen                       | 60.378    | 1,7  |
| Wähler                                      | Wähler                                  | 3.654.014 | 54,3 |
| Wahlberechtigte                             | Wahlberechtigte                         | 6.724.949 |      |
|                                             |                                         |           |      |
| Quelle: Wahlkommission der Republik Serbien |                                         |           |      |